# SN 2005at
SN 2005at – supernowa typu Ic odkryta 5 marca 2005 roku w galaktyce NGC 6744. W momencie odkrycia miała maksymalną jasność 14,30m.